# Johann Wilhelm Redtel
Johann Wilhelm Redtel (* 18. August 1737 in Stettin; † 24. Juli 1799 ebenda) war ein deutscher Kommunaljurist. Er war von 1791 bis zu seinem Tode Oberbürgermeister von Stettin. 
Johann Wilhelm Redtels Vater Martin Christian Redtel war zunächst Prokurator am Hofgericht Stargard, seit 1744 Sekretär bei der Pommerschen Regierung. Johann Wilhelm Redtel hatte drei Brüder, die in den preußischen Staatsdienst gingen. 
Johann Wilhelm Redtel studierte ab 1755 Rechtswissenschaften an der Universität Halle. 1760 erwarb er das Stadtbürgerrecht seiner Geburtsstadt Stettin. Ab 1761 arbeitete er in Stettin als Stadtsekretär. 1768 wurde er Ratsherr. Ab 1769/1770 war er Syndikus der Stadt. Er gehörte ab etwa 1775 den Freimaurern an. 
1791 wurde er als Nachfolger des verstorbenen Joachim Friedrich Pauli durch den Magistrat zum städtischen Landrat und Oberbürgermeister („consul dirigens“) gewählt und durch den preußischen König bestätigt. Er blieb im Amt bis zu seinem Tode 1799.